# Palacio de Deportes de Santander
Der Palacio de Deportes de Santander (deutsch Sportpalast von Santander) ist eine Mehrzweckhalle im Barrio El Sardinero der spanischen Stadt Santander, Autonome Gemeinschaft Kantabrien. Sie trägt wegen ihrer Form den Spitznamen La ballena (deutsch Der Wal). Derzeit gibt es keinen festen Club der seine Heimspiele in der Arena austrägt.

## Geschichte
Die am 31. Mai 2003 eröffnete Halle bietet 6000 Sitzplätze (mit dem Innenraum maximal 10.000). Sie wird überwiegend für den Sport wie Basketball, Futsal, Handball, Tennis, Padel, Volleyball, Badminton, Boxen, Kampfkunst, Ringen, Schach oder Motocross genutzt. Das Spielfeld aus Parkett hat die Maße 44 × 22 m. Es werden aber auch Konzerte, Shows, Ausstellungen und Kulturveranstaltungen beherbergt. Die Außenhülle des Betonbaus wurde mit Edelstahlplatten verkleidet. Sie verfügt über einen Raum für Pressekonferenzen, ein vollausgestattetes Fitnessstudio, einen Aufwärmraum, eine Sauna. einen Whirlpool, eine Cafeteria und Hydromassage sowie Umkleidekabinen für Frauen und Männer (sechs Mannschaftskabinen und vier Schiedsrichterkabinen). Seit August 2014 beherbergt sie das Museo del Deporte Cántabro (deutsch Kantabrisches Sportmuseum) u. a. mit Exponaten von Severiano Ballesteros, Ruth Beitia, Jesús Puras oder Óscar Freire und der Sportgeschichte seit dem 17. Jahrhundert.
Die Halle gehört zu einem großen, städtischen Veranstaltungskomplex in der Nähe des Strandes Playa del Sardinero am Golf von Biskaya. Gegenüber der Halle liegt das 1988 fertiggestellte Fußballstadion Campos de Sport de El Sardinero, in dem der Fußballverein Racing Santander seine Heimspiele austrägt. Des Weiteren gehört der 2002 eröffnete Palacio de Exposiciones y Congresos de Santander, ein Ausstellungs- und Kongresszentrum.

## Galerie

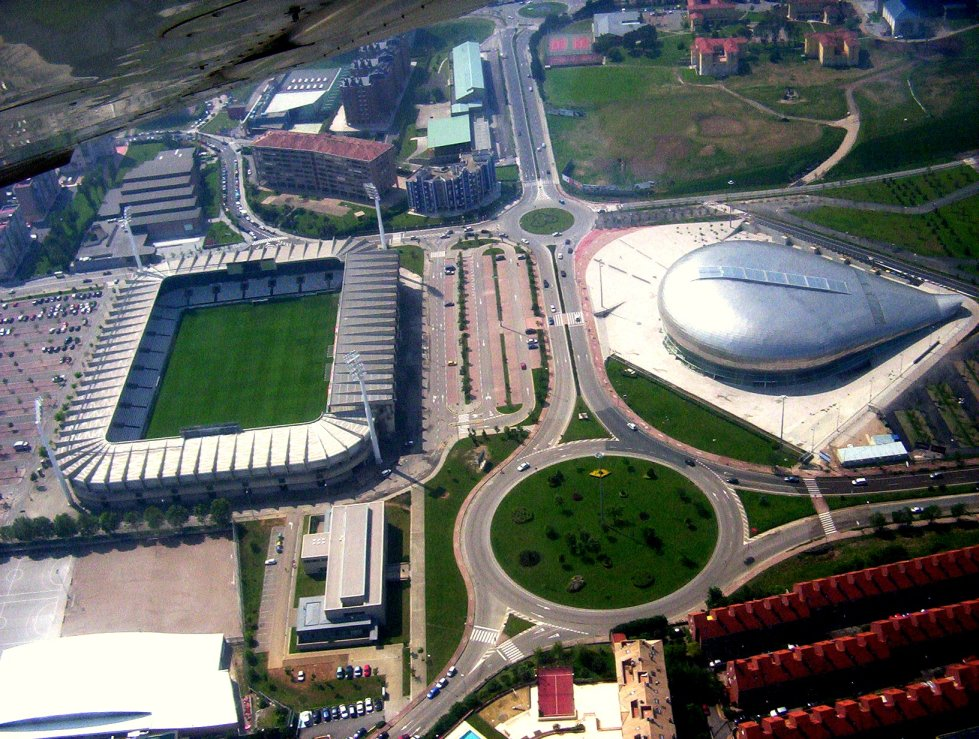
Luftaufnahme des Komplexes. Rechts der Palacio de Deportes und links der Campos de Sport de El Sardinero.
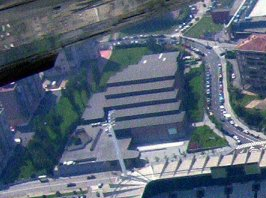
Der Palacio de Exposiciones y Congresos de Santander
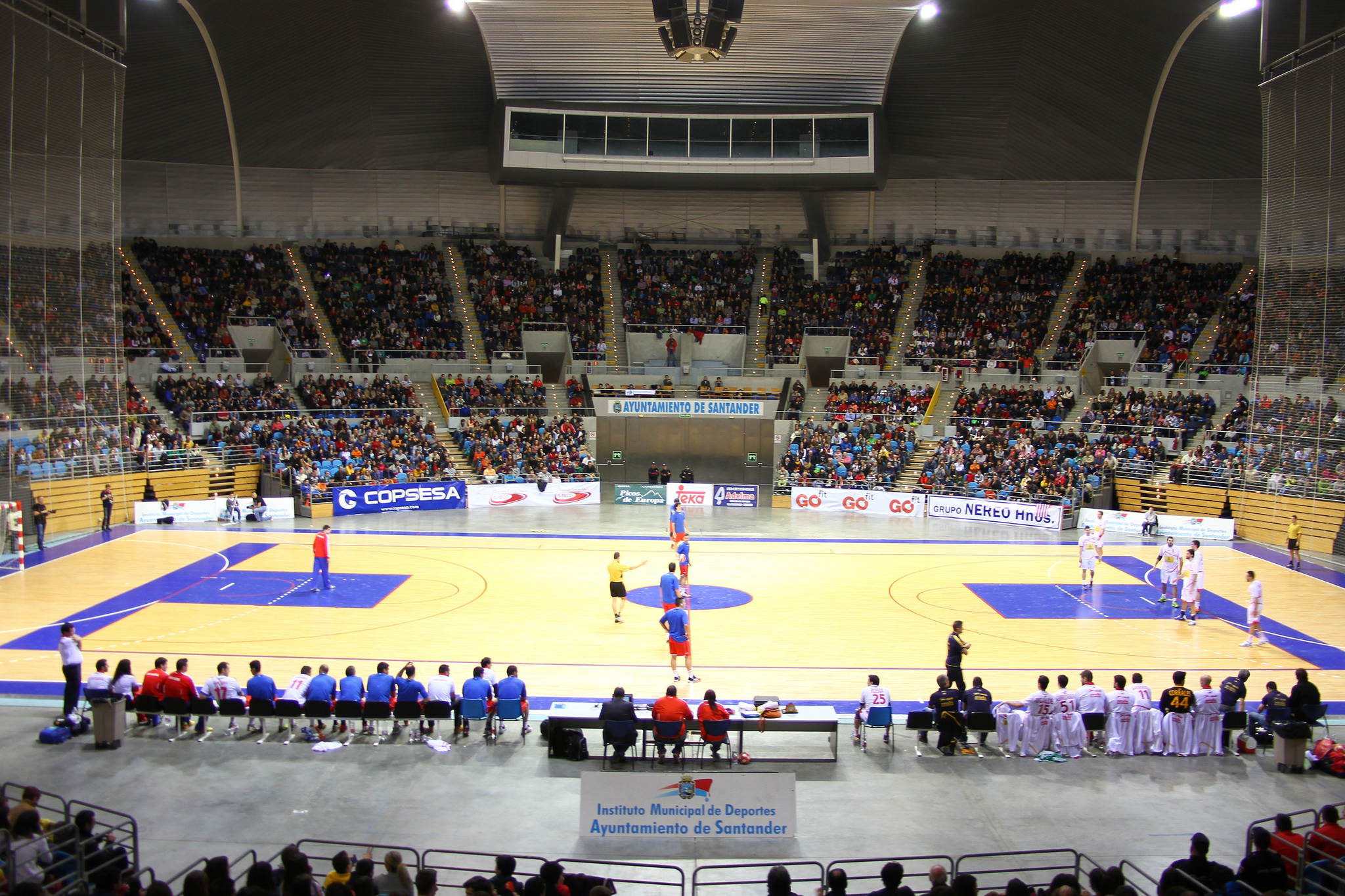
Handballspiel zwischen einer kantabrischen Auswahl und der spanischen Männer-Handballnationalmannschaft im Jahr 2013
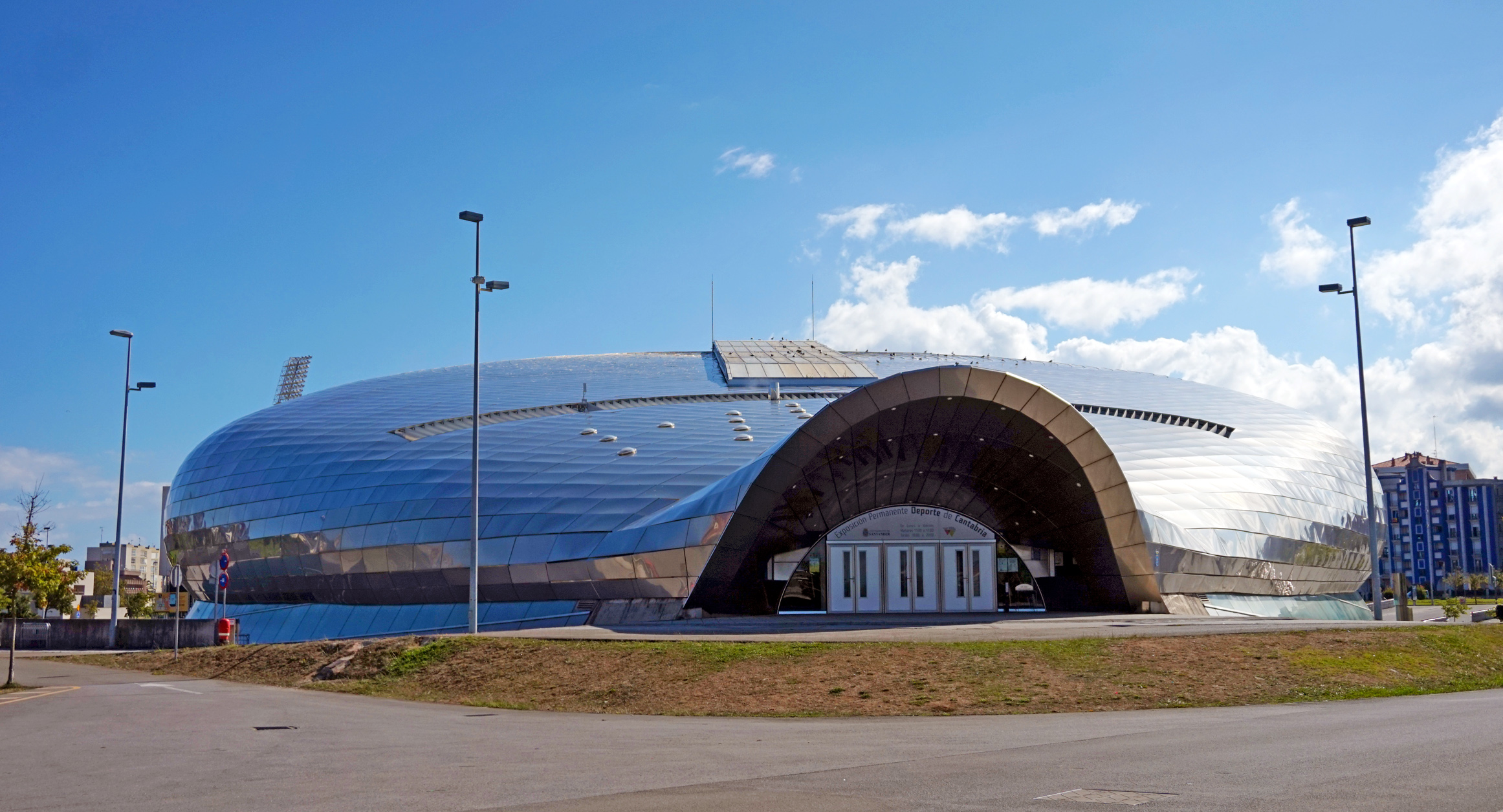
Die Westseite (2016)